# Gino Lupari
Gino Lupari is een Ierse muzikant, hij is afkomstig uit Magherafelt (County Londonderry). Hij is een van de bekendste bodhrán-spelers van Ierland (men noemt hem God of the Bodhrán) en medewerker van de folkband Four Men and a Dog. Hij is ook zanger bij die band en speelde onder andere met de muzikanten Gerry Diver, Liz Doherty, Ron Kavana, John McCusker, Pat Kilbride,  Sinéad O'Connor, Shane MacGowan en The Popes en de groep Lúnasa. 

## Discografie
Met Four Men and a Dog
- Barking Mad (1991) met Donal Murphy
- Shifting Gravel (1993) met Conor Keane
- Doctor A's Secret Remedies (1995)
- Long Roads (1996)
- Maybe Tonight (2002) met Donal Murphy & Mairtin O'Connor
- Wallop the Spot (2007)

Andere albums
- Holloway Boulevard (2000)
- Tilt (2001)
- Nightingale Lane (2002)
- Diversions (2002)